# پورتو آریکا
پورتو آریکا (انگلیسی: Puerto Arica) یک منطقهٔ مسکونی در کلمبیا است.